# Halterofilismo nos Jogos Olímpicos de Verão de 2016

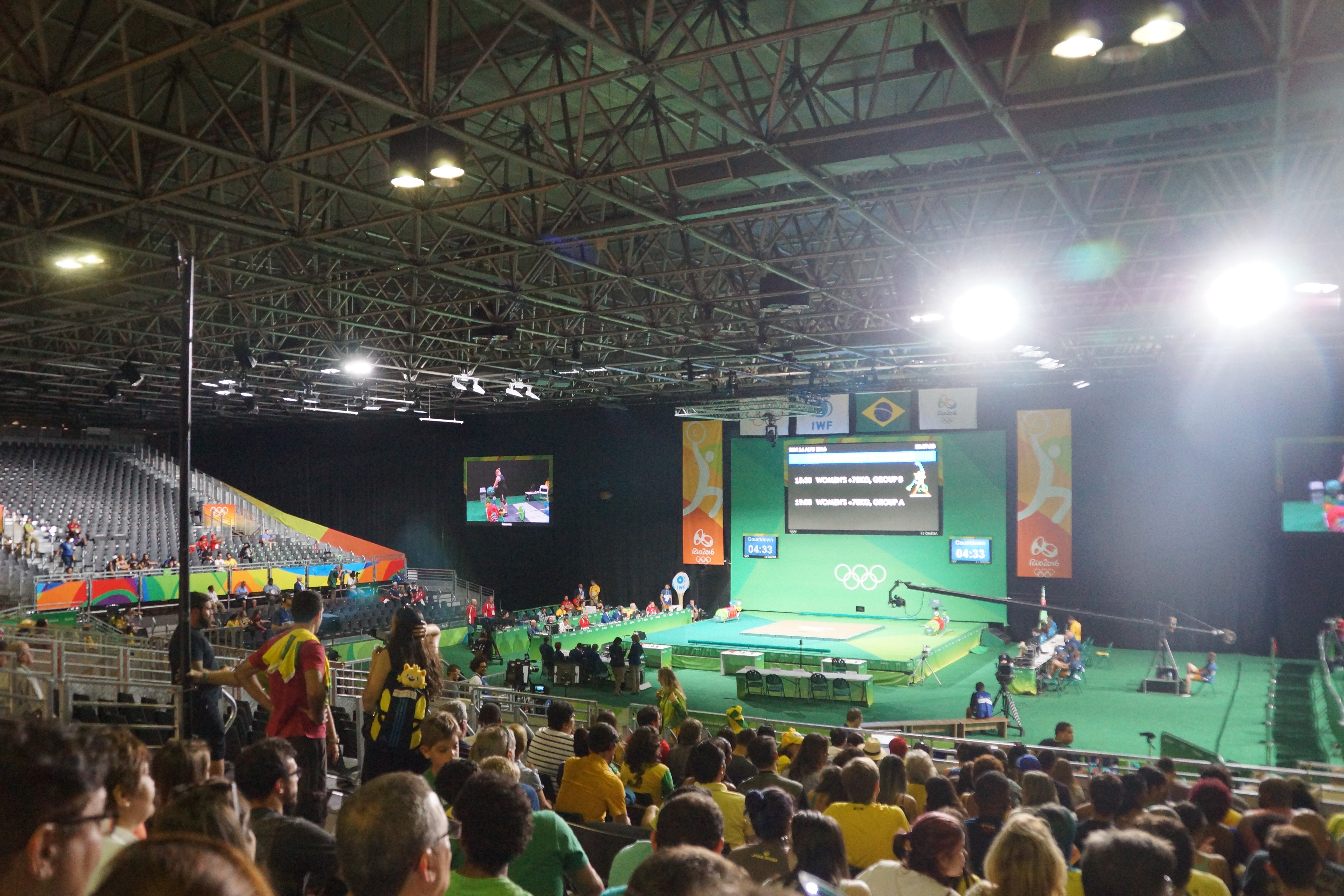
Pavilhão 2 do Riocentro durante uma sessão do halterofilismo.

As competições de halterofilismo ou levantamento de peso nos Jogos Olímpicos de Verão de 2016, no Rio de Janeiro, foram disputados entre 6 e 16 de agosto, no Pavilhão 2 do Riocentro, na Barra da Tijuca. Duzentos e sessenta atletas, 156 no masculino e 104 no feminino, disputam as medalhas em quinze categorias. 
O halterofilismo é uma das atividades competitivas com registros mais antigos da humanidade. Desde o início do século XIX, diversas competições foram realizadas na Europa até a realização do primeiro campeonato mundial em Londres, em 1891, com atletas representando seis países. Esteve presente logo nos primeiros Jogos Olímpicos, em Atenas, mas até aquela época era um esporte masculino, não existia diferenciação de categoria de pesos e a disputa era semelhante à atual modalidade do arremesso, praticado com uma e duas mãos. Voltou a ser disputado nos Jogos de 1904, em Saint Louis, Estados Unidos, em que permaneceu o arremesso com duas mãos e introduziu-se o levantamento de halteres.
Com a criação da Federação Internacional de Halterofilismo (IWF), em 1905, o esporte passou a ter categorias de peso e diferentes modalidades passaram a ser disputadas. De 1920, em Antuérpia, quando foi definitivamente incluído no programa olímpico, até 1972, em Munique, as modalidades disputadas variavam a cada nova edição. Em 1972, a IWF consolidou a disputa no formato atual com dois movimentos padrão, arranque (ou arranco) e arremesso .
As competições femininas só foram aceitas pela IWF em 1983 e apenas nos Jogos de Sydney, em 2000, foram introduzidas no programa olímpico.

## Eventos
Desde 1998, o esporte é disputado em oito categorias masculinas e sete femininas, as quinze categorias em disputa nos Jogos Olímpicos.
| Masculino | até 56kg | 56kg a 62kg | 62kg a 69kg | 69kg a 77kg | 77kg a 85kg | 85kg a 94kg | 94kg a 105kg | mais de 105kg |
| Feminino  | até 48kg | 48kg a 53kg | 53kg a 58kg | 58kg a 63kg | 63kg a 69kg | 69kg a 75kg | mais de 75kg |               |

A pesagem dos atletas é realizada duas horas antes do início da competição e o atleta que estiver com peso fora de sua categoria é excluído.

## Qualificatórias
Foram colocadas em disputa duzentos e quarenta e cinco vagas, 147 masculinas e 98 femininas. Cada Comitê Olímpico Nacional (CON) pode qualificar até dez atletas, no máximo seis no masculino e quatro no feminino, e pode inscrever até dois atletas por categoria.
A maior parte das vagas disponíveis foram destinadas aos Campeonatos Mundiais de 2014 e de 2015. As demais vagas foram disputadas em torneios continentais ou destinadas aos melhores ranqueados em um ranking olímpico finalizado em 20 de junho de 2016.

## Forma de disputa

Arranco

Arremesso

A competição envolve duas fases, o arranque e o arremesso. O somatório dos maiores pesos levantados, em cada uma das duas provas, determina o peso total.
- Arranque: a primeira prova da competição consiste em levantar a barra do solo até acima da cabeça num movimento sem pausa, sem apoiá-la no corpo. Deve, então, estabilizar-se durante dois segundos, e esperar o sinal de "abaixar" dos árbitros, logo que o levantador fique com todas as partes do corpo imóveis.

- Arremesso: o arremesso é executado em duas partes. Inicialmente, com as palmas das mãos para baixo a barra é levantada até a altura dos ombros, o levantador se agacha ou dobra as pernas, reergue-se e alinha-se. Na segunda parte, usando a força conjunta de braços e pernas, a barra é levantada acima da cabeça e realinha as pernas. Deve, então, estabilizar-se durante dois segundos, e esperar o sinal de "abaixar" dos árbitros, logo que o levantador fique com todas as partes do corpo imóveis.

Cada competidor tem três tentativas em cada uma das duas fases (exceto se o atleta falhar nas três tentativas de arranque e for eliminado). Os atletas se apresentam na sequência do peso a ser levantado, primeiro os pesos mais leves. Três árbitros avaliam por maioria se a tentativa foi válida. 
A classificação final dos atletas considera peso total levantado. Em caso de empate, o atleta de menor peso corporal fica à frente, se forem do mesmo peso, vence o que levantou primeiro.

## Calendário
|               | Sábado 6 ago | Domingo 7 ago | Segunda 8 ago | Terça 9 ago | Quarta 10 ago | Quinta 11 ago | Sexta 12 ago | Sábado 13 ago | Domingo 14 ago | Segunda 15 ago | Terça 16 ago |
| Masculino     | Masculino    | Masculino     | Masculino     | Masculino   | Masculino     | Masculino     | Masculino    | Masculino     | Masculino      | Masculino      | Masculino    |
| ------------- | ------------ | ------------- | ------------- | ----------- | ------------- | ------------- | ------------ | ------------- | -------------- | -------------- | ------------ |
| Até 56kg      |              | Final         |               |             |               |               |              |               |                |                |              |
| Até 62kg      |              |               | Final         |             |               |               |              |               |                |                |              |
| Até 69kg      |              |               |               | Final       |               |               |              |               |                |                |              |
| Até 77kg      |              |               |               |             | Final         |               |              |               |                |                |              |
| Até 85kg      |              |               |               |             |               |               | Final        |               |                |                |              |
| Até 94kg      |              |               |               |             |               |               |              | Final         |                |                |              |
| Até 105kg     |              |               |               |             |               |               |              |               |                | Final          |              |
| Mais de 105kg |              |               |               |             |               |               |              |               |                |                | Final        |
| Feminino      |              |               |               |             |               |               |              |               |                |                |              |
| Até 48Kg      | Final        |               |               |             |               |               |              |               |                |                |              |
| Até 53kg      |              | Final         |               |             |               |               |              |               |                |                |              |
| Até 58kg      |              |               | Final         |             |               |               |              |               |                |                |              |
| Até 63kg      |              |               |               | Final       |               |               |              |               |                |                |              |
| Até 69kg      |              |               |               |             | Final         |               |              |               |                |                |              |
| Até 75kg      |              |               |               |             |               |               | Final        |               |                |                |              |
| Mais de 75kg  |              |               |               |             |               |               |              |               | Final          |                |              |

## Medalhistas

### Masculino
| Evento                    | Ouro                             | Ouro   | Prata                             | Prata  | Bronze                               | Bronze |
| ------------------------- | -------------------------------- | ------ | --------------------------------- | ------ | ------------------------------------ | ------ |
| Até 56 kg detalhes        | Long Qingquan CHN China          | 307 kg | Om Yun-chol PRK Coreia do Norte   | 303 kg | Sinphet Kruaithong THA Tailândia     | 289 kg |
| Até 62 kg detalhes        | Óscar Figueroa COL Colômbia      | 318 kg | Eko Yuli Irawan INA Indonésia     | 312 kg | Farkhad Kharki KAZ Cazaquistão       | 305 kg |
| Até 69 kg detalhes        | Shi Zhiyong CHN China            | 352 kg | Daniyar İsmayilov TUR Turquia     | 351 kg | Luis Javier Mosquera COL Colômbia    | 338 kg |
| Até 77 kg detalhes        | vacante (nota)                   |        | Lu Xiaojun CHN China              | 379 kg | Mohamed Ihab (nota) EGY Egito        | 361 kg |
| Até 85 kg (nota) detalhes | Kianoush Rostami IRI Irã         | 396 kg | Tian Tao CHN China                | 395 kg | Denis Ulanov KAZ Cazaquistão         | 390 kg |
| Até 94 kg detalhes        | Sohrab Moradi IRI Irã            | 403 kg | Vadzim Straltsou BLR Bielorrússia | 395 kg | Aurimas Didžbalis LTU Lituânia       | 392 kg |
| Até 105 kg detalhes       | Ruslan Nurudinov UZB Uzbequistão | 431 kg | Simon Martirossian ARM Armênia    | 417 kg | Aleksandr Zaitchikov KAZ Cazaquistão | 416 kg |
| Mais de 105 kg detalhes   | Lasha Talakhadze GEO Geórgia     | 473 kg | Gor Minassian ARM Armênia         | 451 kg | Irakli Turmanidze GEO Geórgia        | 448 kg |

### Feminino
| Evento                 | Ouro                             | Ouro   | Prata                               | Prata  | Bronze                           | Bronze |
| ---------------------- | -------------------------------- | ------ | ----------------------------------- | ------ | -------------------------------- | ------ |
| Até 48 kg detalhes     | Sopita Tanasan THA Tailândia     | 200 kg | Sri Wahyuni Agustiani INA Indonésia | 192 kg | Hiromi Miyake JPN Japão          | 188 kg |
| Até 53 kg detalhes     | Hsu Shu-ching TPE Taipé Chinês   | 212 kg | Hidilyn Diaz PHI Filipinas          | 200 kg | Yoon Jin-hee KOR Coreia do Sul   | 199 kg |
| Até 58 kg detalhes     | Sukanya Srisurat THA Tailândia   | 240 kg | Pimsiri Sirikaew THA Tailândia      | 232 kg | Kuo Hsing-chun TPE Taipé Chinês  | 231 kg |
| Até 63 kg detalhes     | Deng Wei CHN China               | 262 kg | Choe Hyo-sim PRK Coreia do Norte    | 248 kg | Karina Goricheva KAZ Cazaquistão | 243 kg |
| Até 69 kg detalhes     | Xiang Yanmei CHN China           | 261 kg | Jazira Japparkul KAZ Cazaquistão    | 259 kg | Sara Ahmed EGY Egito             | 255 kg |
| Até 75 kg detalhes     | Rim Jong-sim PRK Coreia do Norte | 274 kg | Darya Naumava BLR Bielorrússia      | 258 kg | Lidia Valentín ESP Espanha       | 257 kg |
| Mais de 75 kg detalhes | Meng Suping CHN China            | 307 kg | Kim Kuk-hyang PRK Coreia do Norte   | 306 kg | Sarah Robles USA Estados Unidos  | 286 kg |

## Doping
Em 8 de dezembro de 2016, o Tribunal Arbitral do Esporte anulou todos os resultados obtidos pelo romeno Gabriel Sîncrăian nos Jogos do Rio após testar positivo no antidoping para testosterona exógena. Com isso, ele perdeu a medalha de bronze na categoria até 85 kg masculino. A Federação Internacional de Halterofilismo repassou a medalha para o cazaque Denis Ulanov.
Em 22 de março de 2022, o Tribunal Arbitral do Esporte declarou que o medalhista de ouro original Nijat Rahimov, do Cazaquistão, foi desqualificado devido a uma infração de doping. As medalhas ainda não foram oficialmente realocadas até dezembro de 2024.
Mohamed Ihab pode ser desclassificado após testar positivo para o metabólito metandienona (dianabol).

## Quadro de medalhas
| Pos.                | País                | Ouro | Prata | Bronze | Total |
| ------------------- | ------------------- | ---- | ----- | ------ | ----- |
| 1                   | China               | 5    | 2     | 0      | 7     |
| 2                   | Tailândia           | 2    | 1     | 1      | 4     |
| 3                   | Irã                 | 2    | 0     | 0      | 2     |
| 4                   | Coreia do Norte     | 1    | 3     | 0      | 4     |
| 5                   | Colômbia            | 1    | 0     | 1      | 2     |
| 5                   | Geórgia             | 1    | 0     | 1      | 2     |
| 5                   | Taipé Chinesa       | 1    | 0     | 1      | 2     |
| 8                   | Uzbequistão         | 1    | 0     | 0      | 1     |
| 9                   | Arménia             | 0    | 2     | 0      | 2     |
| 9                   | Bielorrússia        | 0    | 2     | 0      | 2     |
| 9                   | Indonésia           | 0    | 2     | 0      | 2     |
| 12                  | Cazaquistão         | 0    | 1     | 4      | 5     |
| 13                  | Filipinas           | 0    | 1     | 0      | 1     |
| 13                  | Turquia             | 0    | 1     | 0      | 1     |
| 15                  | Egito               | 0    | 0     | 2      | 2     |
| 16                  | Coreia do Sul       | 0    | 0     | 1      | 1     |
| 16                  | Espanha             | 0    | 0     | 1      | 1     |
| 16                  | Estados Unidos      | 0    | 0     | 1      | 1     |
| 16                  | Japão               | 0    | 0     | 1      | 1     |
| 16                  | Lituânia            | 0    | 0     | 1      | 1     |
| Total (20 entradas) | Total (20 entradas) | 14   | 15    | 15     | 44    |